# Giuseppe Morandini
Giuseppe Morandini (Predazzo, 19 maggio 1907 – Padova, 12 novembre 1969) è stato un geografo italiano.

## Biografia
Nacque il 19 maggio 1907 a Predazzo, allora parte della Contea del Tirolo, Impero d'Austria-Ungheria.

Di formazione geografo fisico, si dedicò in particolare a studi su ghiacciai e laghi alpini ma anche ad oceanografia e fenomeni legati all'erosione. Partecipò a esplorazioni di studio in Africa Orientale e alla Terra del Fuoco.
Docente all'Università di Padova dal 1948, insegnò prima geografia fisica alla facoltà di Scienze Naturali, quindi geografia in quella di Lettere e Filosofia, facoltà di cui fu anche Preside dal 1952 al 1958. Ebbe l'intuizione, in anni ancora lontani da quelli in cui tale organizzazione fosse comunemente utilizzata, di raggruppare in un unico Istituto gli insegnamenti geografici afferenti alle Facoltà di Lettere, Magistero (ora Scienze dell'Educazione e della Formazione) e Scienze Naturali, Fisiche e Matematiche, Istituto che fu dunque precursore degli odierni Dipartimenti universitari.
Dal 1951 fu membro dell'Accademia delle Scienze di Torino.
All'indomani della morte (1969) gli venne intitolato l'Istituto di Geografia, denominazione confermata all'atto della trasformazione dello stesso in Dipartimento (1984), nel frattempo (1972) trasferito in un'apposita sede – Palazzo Wollemborg, già residenza della famiglia del noto politico ed economista dell'800 Leone Wollemborg  – nel centro di Padova.

## Opere
(elenco parziale)
- Il vulcanismo e suoi aspetti morfologici: appunti delle Lezioni del Corso di geografia dettate dal prof. G. Morandini, Padova, CEDAM, 1955
- Idrografia d'Italia, Milano, TCI, 1957
- La spedizione De Agostini alla Terra del Fuoco (arcipelago)|Terra del Fuoco (1955-1956), Firenze, Coppini, 1957
- Trentino-Alto Adige, Torino, UTET, 1971